# Bruchomyia argentina
Bruchomyia argentina är en tvåvingeart som beskrevs av Alexander 1921. Bruchomyia argentina ingår i släktet Bruchomyia och familjen fjärilsmyggor. Inga underarter finns listade i Catalogue of Life.